# Carola Söberg
Carola Britt Therese Söberg (Karlstad, 29 de juliol de 1982) és una jugadora de futbol que juga com a portera. És internacional amb Suècia, selecció amb la qual ha participat en el Mundial 2015 arribant a vuitens de final. Amb l'Umea ha guanyat dues lligues, una copa i dues supercopes; i amb el Tyresö una lliga arribant amb aquest a la final de la Lliga de Campions.

## Trajectòria
| Temporades  | Lliga             | Club              | P  | G | Actualitzat |
| ----------- | ----------------- | ----------------- | -- | - | ----------- |
| 1999 - 2000 | D2                | QBIK              |    |   |             |
| 2001 - 2006 | D1                | Mallbackens IF    |    |   |             |
| 2007 - 2009 | D1                | Umea IK           |    |   |             |
| 2010 - 2014 | D1                | Tyresö FF         | 79 | 0 |             |
| 2014        | D1                | Avaldsnes IL      | 06 | 0 |             |
| 2015 - act. | D1                | KIF Örebro        | 42 | 0 | 10/01/2017  |
|             |                   |                   |    |   |             |
| 2001        | Selecció sub-19   | Selecció sub-19   | 01 | 0 |             |
| 2007 - act. | Selecció absoluta | Selecció absoluta | 11 | 0 | 10/01/2017  |

## Palmarès
| Títols — Seleccions nacionals            |
|                                          |
| Títols — Clubs                           |
| 3 Lligues                                |
| 2 Copes                                  |
| 2 Supercopes                             |
| Reconeixements — Premis                  |
|                                          |
| Reconeixements — Seleccions de jugadores |
|                                          |